# An einem Tag wie jeder andere
An einem Tag wie jeder andere (Originaltitel The Desperate Hours) ist ein 1955 unter der Regie von William Wyler gedrehter Film noir mit Humphrey Bogart und Fredric March in den Hauptrollen. Er basiert auf dem gleichnamigen Theaterstück und Roman von Joseph Hayes, der auch das Drehbuch schrieb.

## Handlung
Drei ausgebrochene Sträflinge dringen in das Haus der bürgerlichen Familie Hilliard ein und nehmen Familienmitglieder als Geiseln. Die Geiselnehmer mit ihrem Anführer Glenn Griffin warten auf dessen Freundin Helen Lamar, die ihnen für die Flucht notwendiges Geld bringen soll. Unter ständiger Bedrohung ihres Lebens wird die Familie von Griffin insgesamt über zwei Tage und Nächte gezwungen, nach außen den familiären „Normalbetrieb“ aufrechtzuerhalten. Dan Hilliard schreibt der Polizei einen anonymen Brief, in dem er darauf hinweist, dass bei einer Schießerei das Leben von Unschuldigen gefährdet wird.
Als der Müllsammler Mr. Patterson beim Zeitungen abholen zufällig das Auto der Verbrecher entdeckt, wird er kurzerhand erschossen, damit er nicht zur Polizei gehen kann. Damit kommt die Polizei unter Vizesheriff Jesse Bard – dem Erzfeind von Griffin aufgrund einer früheren Verhaftung – auf die Spur der Geiselnehmer.
Hal Griffin, dem jüngsten Geiselnehmer und Glenns Bruder, wird die Sache zu riskant, und er flieht unter Bedrohung eines Autofahrers. In einem Diner außerhalb der Stadt trifft er zufällig auf Polizisten, die auf ihn aufmerksam werden, da er seine Waffe auf sie richtet. Nach einer kurzen Schießerei, bei der Hal eine auf Dan Hilliard registrierte Waffe benutzt, wird er angeschossen und auf einem Highway von einem Lkw mit Anhänger überrollt und stirbt.
Anhand der Waffe ermittelt Bard den Aufenthaltsort des verbleibenden Gangsterduos. Als Dan das Geld für Griffin abgeholt hat und zurückkommt, wird er von der Polizei abgefangen. Einige Polizisten wollen das Haus stürmen. Doch der leitende FBI-Agent widerspricht und überlässt Dan eine Waffe, aus der dieser die Kugeln entfernt. Diese wird ihm beim Betreten des Hauses von Griffin abgenommen.
Dan kann Kobish, den etwas zurückgebliebenen dritten Geiselnehmer, mit einer List loswerden und seine Waffe abnehmen, worauf dieser schließlich im Kugelhagel der Polizei stirbt.
Dan schickt seine Frau nach draußen zur Polizei. Währenddessen hat Griffin Ralphie in seiner Gewalt und bedroht ihn mit der Waffe, die er Dan vorher abgenommen hatte. Dan sagt zu seinem Sohn, dass er losrennen soll. Als er das tut, stellt Griffin fest, dass seine Waffe nicht schießt. Dan bedroht Griffin nun mit der Waffe und sagt Griffin, er solle sein Haus verlassen. Schließlich nimmt dieser die ungeladene Waffe und geht hinaus. Er wirft sie gegen einen Polizeischeinwerfer und versucht zu fliehen, wird dabei aber erschossen.
Letztlich ist die Familie befreit und Mr. Hilliard winkt auch Chuck Wright ins Haus, den Verehrer seiner Tochter, dem er bisher immer kritisch gegenüberstand.

## Motive
Die Handlung wird getragen vom Aufeinanderprallen zweier „starker“ Männer: dem Anführer der Gangster, dem von Humphrey Bogart in einer seiner letzten Rollen gespielten Glenn Griffin, und dem von Fredric March gespielten Vater Dan Hilliard. Bogart spielt einen brutalen, aber cleveren Gangster, der auch vom Hass auf die Oberklasse getrieben wird. Fredric March als Gegenspieler gibt einen Vater, der in den Zwiespalt zwischen privater Verantwortlichkeit gegenüber seiner Familie und seiner Verantwortung als Staatsbürger gerät. Die Auseinandersetzung zwischen den beiden sich genau einschätzenden Hauptkontrahenten zeigt Züge eines psychologischen Kammerspiels.
Der Film ist interessant nicht nur durch seine Haupthandlung, sondern auch durch die Behandlung einiger „Nebenthemen“. Zu ihnen gehören zum Beispiel die unter den drei Gangstern bestehenden Interessensgegensätze zwischen dem clever kalkulierenden Glenn Griffin, seinem jüngeren, insgesamt positiv gezeichneten Bruder Hal, der „alles von seinem Bruder gelernt hat – nur nicht in einem solchen Haus zu wohnen“, und dem grobschlächtigen, gewalttätig-dummen Kobish. Innerhalb der Familie Hilliard wird zwischen dem Vater und dem Schulkind Ralph eine Vater-Sohn-Geschichte ausgetragen, in der es um die Rolle des Mannes und um Männlichkeit geht. Gegenüber der erwachsenen Tochter muss Vater Hilliard lernen, den Schwiegersohn in spe, der listig die Tochter aus der Geiselnahme herauslotst, zu akzeptieren. In der Auseinandersetzung zwischen Hilliard und dem die Polizeiaktion leitenden Sheriff kommt der Interessensgegensatz zwischen dem auf seine Wiederwahl bedachten Sheriff und den von der Geiselnahme Betroffenen zur Sprache.
An einem Tag wie jeder andere endet mit dem Tod aller Gangster, ohne ein klassisches „Happy End“ zu bieten. Zu viel ist passiert; es gibt keine strahlenden Sieger; in der Schlussszene zieht sich die Familie, erweitert um den angehenden Schwiegersohn, in ihr Heim zurück und schließt die Tür hinter sich. Das ganz kurz angedeutete Interview mit der Presse – ein Reporter will den kleinen Ralph interviewen – kommt nicht zustande. Der Film vermittelt das konservative Bild der idealen „Durchschnitts-Familie“ der 1950er Jahre: der Vater geht arbeiten; er ist das Oberhaupt, das alle wesentlichen Entscheidungen trifft. Die Mutter ist für den Haushalt verantwortlich und in der Krise eine liebende Stütze ihres Mannes; dazu gibt es eine fast erwachsene Tochter und einen kleinen Sohn. Dieses Familienbild war z. B. in den damals populären Fernseh-Sitcoms der 1950er Jahre ebenfalls zu sehen.

## Filmgeschichtliche Einordnung
Der Film steht in der Tradition des Film noir und des Gangsterfilms. Er ist interessant auch als „Alterswerk“ Bogarts. Bogart ist einerseits schon sichtlich von seiner Krankheit gezeichnet; andererseits kehrt Bogart nach vielen Rollen, in denen er „Helden“ auf der Seite des „Guten“ verkörpert hat, zurück zu einer Rolle als „Böser“. Allerdings ist auch diese „böse“ Rolle durchaus gebrochen: Bogarts Glenn Griffin ist genau so wenig durch und durch „böse“ wie etwa Bogarts Rick in Casablanca durch und durch „gut“ war. Beide sind auch von Interessen geprägt und werden im Film mehr oder weniger verstehbar.

## Synchronisation
| Rolle                          | Schauspieler     | Dt. Synchronstimme |
| ------------------------------ | ---------------- | ------------------ |
| Glenn Griffin                  | Humphrey Bogart  | Wolfgang Lukschy   |
| Dan Hilliard                   | Fredric March    | Paul Wagner        |
| Eleanor Hilliard               | Martha Scott     | Tilly Lauenstein   |
| Sheriff Jesse Bard             | Arthur Kennedy   | Paul Klinger       |
| Hal Griffin                    | Dewey Martin     | Eckart Dux         |
| Sam Kobish                     | Robert Middleton | Franz Nicklisch    |
| Cindy Hilliard                 | Mary Murphy      | Margot Leonard     |
| Chuck Wright                   | Gig Young        | Horst Niendorf     |
| Mr. Patterson, Müllsammler     | Walter Baldwin   | Hans Hessling      |
| Sheriff Masters                | Ray Collins      | Alfred Haase       |
| FBI-Agent Carson               | Whit Bissell     | Kurt Waitzmann     |
| Ltd. Fredericks, Staatspolizei | Ray Teal         | Robert Klupp       |
| Dutch                          | Pat Flaherty     | Hans Emons         |
| Sal                            | Ric Roman        | Bruno W. Pantel    |
| Koch im Schnellimbiss          | Paul E. Burns    | Carl Heinz Carell  |
| Autofahrer                     | Joe Flynn        | Toni Herbert       |

Der Kinostart des Films in der Bundesrepublik Deutschland war am 2. März 1956, die Fernseh-Erstausstrahlung am 17. Januar 1972 um 21.00 Uhr im ZDF.

## Kritiken
- Lexikon des internationalen Films, CD-ROM-Ausgabe, Systhema, München 1997: „Eine psychologische Studie menschlicher Angst, deren Inszenierung Hochspannung erzeugt – perfekt in den schauspielerischen Leistungen“.

- Prisma Online: „William Wyler inszenierte hier eine imposante, enorm spannende Psychostudie über den Zusammenhang von Gewalt und Angst. Neben der bemerkenswerten Regie brilliert vor allem Bogey in seiner letzten Gangsterrolle“.

- „6000  Filme. Kritische Notizen aus den Kinojahren 1945 bis 1958. Handbuch V der katholischen Filmkritik, 3. Auflage, Verlag Haus Altenberg, Düsseldorf 1963, S. 22: "Eine psychologische Studie menschlicher Angst, die unter Wylers Regie höchste dramatische Spannung erzielt. Als Kriminalunterhaltung sehenswert“.

- Adolf Heinzlmeier und Berndt Schulz in Lexikon „Filme im Fernsehen“ (Erweiterte Neuausgabe). Rasch und Röhring, Hamburg 1990, ISBN 3-89136-392-3, S. 40: „(...) Bogart (...) gibt das beeindruckende Porträt eines Gehetzten, die Inszenierung entwickelt sich straff und dramatisch.“ (Wertung: 2½  Sterne = überdurchschnittlich)

Die Filmbewertungsstelle Wiesbaden verlieh der Produktion das Prädikat wertvoll.

## Neuverfilmung
Michael Cimino drehte 1990 eine Neuverfilmung mit dem Titel Desperate Hours (dt. Titel: 24 Stunden in seiner Gewalt). Der Film mit Mickey Rourke, Anthony Hopkins und Mimi Rogers war jedoch ein Flop.